# Championnat de Tunisie masculin de handball 2023-2024
Navigation
2022-2023 2024-2025
La saison 2023-2024 du championnat de Tunisie masculin de handball est la 68e édition de la compétition. Elle est disputée en deux phases, une première où toutes les équipes se rencontrent en aller et retour en et une seconde en deux poules : play-off et play-out.

## Équipes participantes
| Club                           | Classement 2022-2023 | Stade                            | Capacité théorique | Ville         |
| ------------------------------ | -------------------- | -------------------------------- | ------------------ | ------------- |
| Espérance sportive de Tunis    | 1er                  | Salle Mohamed-Zouaoui            | 2 500              | Tunis         |
| Club africain                  | 2e                   | Salle Chérif-Bellamine           | 2 100              | Tunis         |
| Club sportif de Sakiet Ezzit   | 4e                   | Salle omnisports de Sakiet Ezzit | 1 500              | Sakiet Ezzit  |
| Étoile sportive du Sahel       | 3e                   | Salle olympique de Sousse        | 3 200              | Sousse        |
| Aigle sportif de Téboulba      | 5e                   | Salle de Téboulba                | 1 500              | Téboulba      |
| El Baath sportif de Béni Khiar | 6e                   | Salle Dadouri de Béni Khiar      | 2 000              | Béni Khiar    |
| CS Hilalien                    | 7e                   | Salle omnisports de Ksar Hellal  | 1 800              | Ksar Hellal   |
| El Makarem de Mahdia           | 8e                   | Salle Rached-Khouja              | 2 300              | Mahdia        |
| Sporting Club de Moknine       | 9e                   | Salle de Moknine                 | 2 000              | Ksour Essef   |
| Club de handball de Jemmal     | 10e                  | Salle couverte de Jemmal         | 2 000              | Jemmal        |
| JS Chihia                      | 1re division B       | Salle omnisports de Moknine      | 1 000              | Chihia        |
| Union sportive témimienne      | 2e division B        | Salle omnisports de Ksar Hellal  | 1 800              | Menzel Temime |

- Promu de la Nationale B

## Compétition
Le barème de points servant à établir le classement se décompose ainsi :
- Victoire : 3 points ;
- Match nul : 2 points ;
- Défaite : 1 point ;
- Forfait et match perdu par pénalité : 0 point (résultat comptabilisé : 0-6).

## Première phase
Mise à jour : 29 février 2024
|    | Équipe               | Pts | J  | G  | N | P | Bp | Bc | Diff |
| -- | -------------------- | --- | -- | -- | - | - | -- | -- | ---- |
| 1  | Espérance de Tunis T | 65  | 22 | 22 | 1 | 0 | 00 | 00 |      |
| 2  | Club africain        | 56  | 22 | 3  | 1 | 1 | 00 | 00 |      |
| 3  | CS Sakiet Ezzit      | 49  | 22 | 2  | 1 | 2 | 00 | 00 |      |
| 4  | EM Mahdia            | 45  | 22 | 2  | 0 | 3 | 00 | 00 |      |
| 5  | EBS Béni Khiar       | 45  | 22 | 2  | 2 | 1 | 00 | 00 |      |
| 6  | Étoile du Sahel      | 43  | 22 | 4  | 1 | 0 | 00 | 00 |      |
| 7  | US Témimienne        | 43  | 22 | 1  | 0 | 4 | 00 | 00 |      |
| 8  | SC Moknine           | 42  | 22 | 1  | 0 | 4 | 00 | 00 |      |
| 9  | CH Jemmal            | 41  | 22 | 2  | 0 | 3 | 00 | 00 |      |
| 10 | AS Téboulba          | 35  | 22 | 1  | 1 | 3 | 00 | 00 |      |
| 11 | JS Chihia            | 31  | 22 | 1  | 2 | 2 | 00 | 00 |      |
| 12 | CS Hilalien          | 30  | 22 | 1  | 0 | 4 | 00 | 00 |      |

## Deuxième phase

### Play-offs
Mise à jour : 12 avril 2024

#### Groupe A
|   | Équipe                  | Pts | J | G | N | P | Bp | Bc | Diff |
| - | ----------------------- | --- | - | - | - | - | -- | -- | ---- |
| 1 | Espérance de Tunis T +3 | 21  | 6 | 6 | 0 | 0 | 00 | 00 |      |
| 2 | Étoile du Sahel         | 12  | 6 | 3 | 0 | 3 | 00 | 00 |      |
| 3 | CS Sakiet Ezzit +2      | 12  | 6 | 2 | 0 | 4 | 00 | 00 |      |
| 4 | EBS Béni Khiar +1       | 9   | 6 | 1 | 0 | 5 | 00 | 00 |      |

#### Groupe B
|   | Équipe           | Pts | J | G | N | P | Bp | Bc | Diff |
| - | ---------------- | --- | - | - | - | - | -- | -- | ---- |
| 1 | Club africain +3 | 19  | 6 | 5 | 0 | 1 | 00 | 00 |      |
| 2 | EM Mahdia +2     | 18  | 6 | 5 | 0 | 1 | 00 | 00 |      |
| 3 | US Témimienne +1 | 9   | 6 | 1 | 0 | 5 | 00 | 00 |      |
| 4 | SC Moknine       | 8   | 6 | 1 | 0 | 5 | 00 | 00 |      |

- Qualifié pour le Super play-off.
- T : Tenant du titre.
- +n : Point(s) bonus en fonction du classement en phase 1.

## Troisième phase (super play-off)
Le super play-off se joue sous forme d'un carré final en match aller-retour :
|  | Demi-finales | Demi-finales       | Demi-finales  | Demi-finales | Demi-finales |    |               | Finale             | Finale | Finale | Finale | Finale |  |  |  |  |  |  |  |
|  |              |                    |               |              |              |    |               |                    |        |        |        |        |  |  |  |  |  |  |  |
|  | 1er groupe A | Espérance de Tunis | 35            | 37           | 72           |    |               |                    |        |        |        |        |  |  |  |  |  |  |  |
|  | 2e groupe B  | EM Mahdia          | 30            | 25           | 55           |    |               |                    |        |        |        |        |  |  |  |  |  |  |  |
|  | 2e groupe B  | EM Mahdia          | 30            | 25           | 55           |    | –             | Espérance de Tunis | 34     | 33     | 67     |        |  |  |  |  |  |  |  |
|  |              |                    |               |              |              |    | –             | Espérance de Tunis | 34     | 33     | 67     |        |  |  |  |  |  |  |  |
|  |              | –                  | Club africain | 25           | 27           | 52 |               |                    |        |        |        |        |  |  |  |  |  |  |  |
|  | 1er groupe B | –                  | Club africain | 25           | 27           | 52 | Club africain | 36                 | 37     | 73     |        |        |  |  |  |  |  |  |  |
|  | 1er groupe B |                    |               |              |              |    | Club africain | 36                 | 37     | 73     |        |        |  |  |  |  |  |  |  |
|  | 2e groupe A  | Étoile du Sahel    | 29            | 32           | 61           |    |               |                    |        |        |        |        |  |  |  |  |  |  |  |